# Bratkovice (stacja kolejowa)
Bratkovice – stacja kolejowa w miejscowości Bratkovice, w kraju środkowoczeskim, w Czechach. Znajduje się na linii kolejowej Zdice - Protivín. Położony jest na wysokości 435 m n.p.m.
Na stacji nie ma możliwości zakupu biletów, a obsługa podróżnych odbywa się w pociągu. 

## Linie kolejowe
- 200 Zdice - Protivín